# Strajk – Die Heldin von Danzig
Strajk – Die Heldin von Danzig ist ein Film des deutschen Regisseurs Volker Schlöndorff über die Lebensgeschichte der wichtigsten Mitgründerin der polnischen Solidarność, Anna Walentynowicz.

## Handlung
Agnieszka lebt allein mit ihrem unehelichen Sohn Krystian in einem Arbeiterwohnheim. Sie wird als Arbeiterin der Danziger Werft zur Heldin der Arbeit gekürt und erhält als Geschenk einen Fernseher. Sie verliebt sich in den Mitbewohner Kazimierz, der als Trompeter in der Werftkapelle arbeitet. Die beiden heiraten und Krystian bekommt einen Vater. Kurze Zeit später stirbt Kazimierz an einem Herzinfarkt.
Wieder ist Agnieszka allein mit ihrem Sohn. Angespornt durch ihn lernt sie Lesen und Schreiben und schafft schließlich die Prüfung zur Kranführerin. Auf der Werft ist die beliebte Agnieszka die einzige weibliche Kranführerin. Als es zu einem Unfall mit mehreren Toten kommt, lehnt sich Agnieszka erstmals gegen die sozialistische Obrigkeit auf und erstreitet Gelder für die Hinterbliebenen. Als sie 1970 Zeugin wird, wie streikende Werftarbeiter von der Miliz niedergeprügelt werden, entfernt sie sich zunehmend vom sozialistischen System.
1980 schließt sie sich einer Gruppe um den Elektriker Lech an, die nun die offene Konfrontation mit dem System sucht und damit die Wende im sozialistischen Ostblock einläutet. Agnieszka wird zur Galionsfigur der neu gegründeten ersten freien Gewerkschaft, überlässt jedoch Lech die Führung, da sie der Meinung ist, sie würde als Frau von den männlichen Gegnern in den Verhandlungen nicht ernst genommen. Angespornt durch Agnieszka erstreitet Lech für die Werftarbeiter dann auch mehr als er zuvor geglaubt hatte.

## Hintergrund
In der deutsch-polnischen Ko-Produktion spielt Katharina Thalbach die Hauptrolle; im Film heißt die Protagonistin jedoch Agnieszka, nicht Anna. Andrzej Chyra spielt den Elektriker Lech (Lech Wałęsa). Strajk wurde 2005/2006 in Danzig am Originalstandort (Leninwerft Danzig) gedreht und ist den Klassikern der polnischen Geschichtsfilme von Schlöndorffs Freund Andrzej Wajda verpflichtet.
In Polen rief der Film bereits vor Erscheinen kontroverse Stellungnahmen hervor, z. B. wollte Anna Walentynowicz die Dreharbeiten gerichtlich verbieten lassen. Walentynowicz wurde bis zum Beginn der Dreharbeiten nie angesprochen und fand einige Passagen des Films inakzeptabel. Sie verlangte, dass vor und nach jeder Vorführung eingeblendet würde: „Dieser Film ist gegen den Willen von Anna Walentynowicz entstanden“, und forderte vom deutschen Regisseur eine Million Dollar Entschädigung. Dagegen äußerte der „Vater“ des polnischen Geschichtsfilms, Andrzej Wajda, sich lobend über den Film.
Strajk – Die Heldin von Danzig kam am 8. März 2007 in die deutschen Kinos, Kinostart in Polen war bereits im Februar. Der Film erhielt von der Filmbewertungsstelle das Prädikat „besonders wertvoll“. Für Fernsehausstrahlungen produzierte Arte eine Audiodeskription des Films. Die Bildbeschreibungen werden von Jan Gebauer gesprochen. 2009 wurde die Produktion für den deutschen Hörfilmpreis nominiert.

## Kritik
„Der Film […] spannt […] einen Bogen vom Jahr 1961 bis zur Gegenwart, verliert sich aber in Details der an der authentischen Figur angelehnten Biografie, ohne sie zu einer spannenden Handlung zu fügen oder einen plausiblen Charakter zu formen. Auch deren Darstellerin vermag kaum für die Figur einzunehmen, hinzu kommen eine Erzählhaltung und eine Kamera, die gleichermaßen auf Distanz bleiben. Auch bleibt der Einfluss der Arbeiterin auf die Entstehung der freien Gewerkschaft schemenhaft und erscheint eher zufällig.“

„[…] ein liebevolles Epos um eine kleine Heldin der Geschichte, die mit dem Aufstieg ihres Kollegen Lech Wałęsa zum Politstar bald in Vergessenheit geriet. Schlöndorff […] schuf so den respektablen Versuch nicht einer polnischen Vergangenheitsbewältigung von außen, sondern der Illustration eines universell gültigen, politischen wie existentiellen Prinzips: Wer sich nicht wehrt, der lebt verkehrt.“

„Der Film behandelt einen entscheidenden Moment in der Geschichte Polens mit Sensibilität und einer großen emotionalen Kraft. Der Film verfügt über eine wunderbare Bildsprache und ist in der Hauptrolle mit einer außergewöhnlichen Schauspielerin besetzt. Ein ‚auferstandener‘ Schlöndorff.“

## Auszeichnungen
- 2006: Bayerischer Filmpreis für Katharina Thalbach in der Kategorie Darstellerin und Andreas Höfer für die Beste Bildgestaltung
- 2006: Goldener Saturn (Saturno d’oro) beim Saturno International Film Festival in Alatri, Italien